# Скопа (энтомология)
Скопа (лат. scopa, мн. число лат. scopae; с лат. — «метла») — структуры пчёл на задних ногах и нижней части брюшка, покрытые особыми длинными волосками, образующими подобие корзинки или щёточки для переноса пыльцы. У некоторых пчёл на задней ноге развита специализированная разновидность скопы корбикула, или пыльцевая корзинка.

## Описание
Скопа — это несколько различных модификаций на теле непаразитических пчел, образующих аппарат для переноса пыльцы. У большинства видов пчел скопа — просто густая масса удлинённых, часто разветвлённых волосков (или щетинок) на задней ноге. При наличии на задних лапках видоизменённые волоски находятся, как минимум, на голени, но у некоторых пчел они также имеются на бедре и/или вертлуге. У некоторых пчел, помимо волосков на ногах, имеется множество модифицированных волосков на вентральной поверхности брюшка, которые также используются для переноса пыльцы; у одного семейства пчел, Мегахилиды, отсутствуют модифицированные волоски на ногах, но имеется обширная скопа на нижней стороне брюшка.
Медоносные пчелы, шмели, орхидные пчелы и безжальные пчёлы имеют более высокоразвитую структуру — корбикулу, или корзиночку для пыльцы. Корбикула — это специализированная разновидность скопы, которая находится на голени задней лапки в виде гладкой, слегка вогнутой поверхности, окруженной защитными волосками, в которой хранится пыльца.
- Пчёлы с полными пыльцевыми корзинками и скопами
- Bombus hypnorum
- Megachile
- Dasypoda

У различных видов пчел есть и другие типы модифицированных волосков, которые собирают пыльцу, цветочные масла и другие химические вещества с растений; такие волоски могут располагаться на лице, ротовых частях, передних или средних лапках, но такие волоски не называются скопами. Термин «скопа» относится только к волоскам, приспособленным для переноса пыльцы.
Некоторые виды пчел переносят пыльцу внутри зобика (Hylaeus), и у них отсутствует скопа, как и у клептопаразитических пчел, которые не собирают свою пыльцу.